# KSK Konkordia 1924 Neuss
Der KSK Konkordia 1924 Neuss ist ein auf Schwerathletik spezialisierter Sportverein aus Neuss.

## Geschichte und Struktur
Der Sportverein wurde 1924 gegründet und zählt über 800 Mitglieder, die in den gegenwärtig sechs Abteilungen organisiert sind. Praktiziert wird neben Ringen, Gymnastik und Kraftsport auch der Kampfsport Karate und das Fitnesskonzept Zumba. Ferner bietet die KSK Konkordia gezieltes Kinderturnen an.
Die erste Ringermannschaft des Sportvereins kämpfte von 1983 bis 1998 mit nur zwei Ausnahmen (einem Abstieg in die Oberliga, gefolgt von sofortigem Wiederaufstieg) in der 2. Bundesliga des deutschen Ringersports. 1998 folgte der große Sprung in die 1. Bundesliga mit dem Abstieg ein Jahr später. 2000 stieg die KSK Konkordia erneut auf und war bis 2012 in der 1. Bundesliga vertreten. Danach folgte ein freiwilliger Abstieg in die Verbandsliga. Ab der Saison 2013/14 rang die erste Ringermannschaft in der Oberliga NRW, die nach der Zusammenlegung der 1. und 2. Bundesliga 2017 zur zweithöchsten deutschen Ringerklasse wurde. Nachdem die Neusser Ringer in der Saison 2018/19 den Aufstieg nur knapp verpassten, gelang die Rückkehr ins Ringer-Oberhaus in der Folgesaison.
Die Trainingsstätte der KSK Konkordia befindet sich auf der Weyhe unweit des Neusser Nordbades im Stadtteil Furth.

### Saisonplatzierungen
| Platzierungen seit 2000 | Platzierungen seit 2000 | Platzierungen seit 2000    | Platzierungen seit 2000 | Platzierungen seit 2000                                               |
| ----------------------- | ----------------------- | -------------------------- | ----------------------- | --------------------------------------------------------------------- |
| 2000/01                 | 2. Liga                 | 2. Bundesliga West         | 1. Platz (von 9)        | Aufstieg                                                              |
| 2001/02                 | 1. Liga                 | 1. Bundesliga Nord         | 9. Platz (von 10)       |                                                                       |
| 2002/03                 | 1. Liga                 | 1. Bundesliga Nord         | 4. Platz (von 9)        | Viertelfinale                                                         |
| 2003/04                 | 1. Liga                 | 1. Bundesliga Nord         | 7. Platz (von 9)        |                                                                       |
| 2004/05                 | 1. Liga                 | 1. Bundesliga Nord         | 6. Platz (von 9)        |                                                                       |
| 2005/06                 | 1. Liga                 | 1. Bundesliga Nord         | 2. Platz (von 8)        | Viertelfinale                                                         |
| 2006/07                 | 1. Liga                 | 1. Bundesliga West         | 4. Platz (von 5)        |                                                                       |
| 2007/08                 | 1. Liga                 | 1. Bundesliga Mitte        | 5. Platz (von 8)        |                                                                       |
| 2008/09                 | 1. Liga                 | 1. Bundesliga Mitte        | 5. Platz (von 8)        | Achtelfinale                                                          |
| 2009/10                 | 1. Liga                 | 1. Bundesliga West         | 6. Platz (von 10)       |                                                                       |
| 2010/11                 | 1. Liga                 | 1. Bundesliga West         | 6. Platz (von 10)       |                                                                       |
| 2011/12                 | 1. Liga                 | 1. Bundesliga West         | 8. Platz (von 9)        | freiwilliger Rückzug                                                  |
| 2012/13                 | 4. Liga                 | Verbandsliga NRW           | 2. Platz (von 8)        | Aufstieg                                                              |
| 2013/14                 | 3. Liga                 | Oberliga NRW               | 4. Platz (von 9)        |                                                                       |
| 2014/15                 | 3. Liga                 | Oberliga NRW               | 5. Platz (von 9)        |                                                                       |
| 2015/16                 | 3. Liga                 | Oberliga NRW               | 2. Platz (von 9)        |                                                                       |
| 2016/17                 | 3. Liga                 | Oberliga NRW               | 2. Platz (von 8)        |                                                                       |
| 2017/18                 | 2. Liga                 | Oberliga NRW               | 2. Platz (von 9)        |                                                                       |
| 2018/19                 | 2. Liga                 | Oberliga Rheinland         | 1. Platz (von 5)        |                                                                       |
| 2019/20                 | 2. Liga                 | Oberliga Rheinland         | 1. Platz (von 5)        | Aufstieg                                                              |
| 2020/21                 | 1. Liga                 | DRB Bundesliga Nordwest    | 3. Platz (von 4)        | Saison wurde nach 2 Kämpfen aufgrund des Corona-Lockdowns abgebrochen |
| 2021/22                 | 1. Liga                 | DRB BIRTAT Bundesliga West | 7. Platz (von 7)        | Abstieg                                                               |

## Trivia
Benannt ist der Sportverein nach der römischen Göttin der Eintracht.